# Barna tinóru
A barna tinóru vagy barna nemezestinóru (Imleria badia) a tinórufélék családjába tartozó, Eurázsiában és Észak-Amerikában honos, elsősorban fenyvesekben élő gombafaj.

## Előfordulása
A barna tinóru előfordulási területe Európa, Ázsia és Észak-Amerika.

## Megjelenése
A barna tinóru fiatalon félgömb alakú, majd szabálytalanul párnásan domború, idősebb korban kissé kiterülő kalapja 5-10, néha 15 centiméter átmérőjű, gesztenyebarna, később világosabb vörösbarna vagy olajbarna. Felülete fiatalon bársonyosan molyhos szőrű, később kopasz, nedves időben tapadós. A csöves termőrész a tönk körül öblösen bemélyed, feltűnően sápadt halványsárga, később sárgászöld, majd piszkos olajzöldbe hajlik; nyomásra kékül. A csőnyílások közepesen tágak, szögletesek. A tönk 5-12 centiméter hosszú és 1-4, néha 5 centiméter vastag. Alakja változó, gyakran hengeres, alján gyengén kihegyesedő, de vastag gumós, hasas is lehet, finoman korpázott. Húsa fehér, halvány sárgás, vastag, vágásra gyengén kékül.

## Életmódja
A barna tinóru inkább a savanyú fenyveseket kedveli, a lomberdőkben ritkábban fordul elő.

## Felhasználhatósága
A barna tinóru jó szagú és -ízű, ehető gomba, szárítható is.
Magas a cink tartalma, gyulladáscsökkentő, koleszterinszint csökkentő tulajdonságait kutatások során vizsgálták.

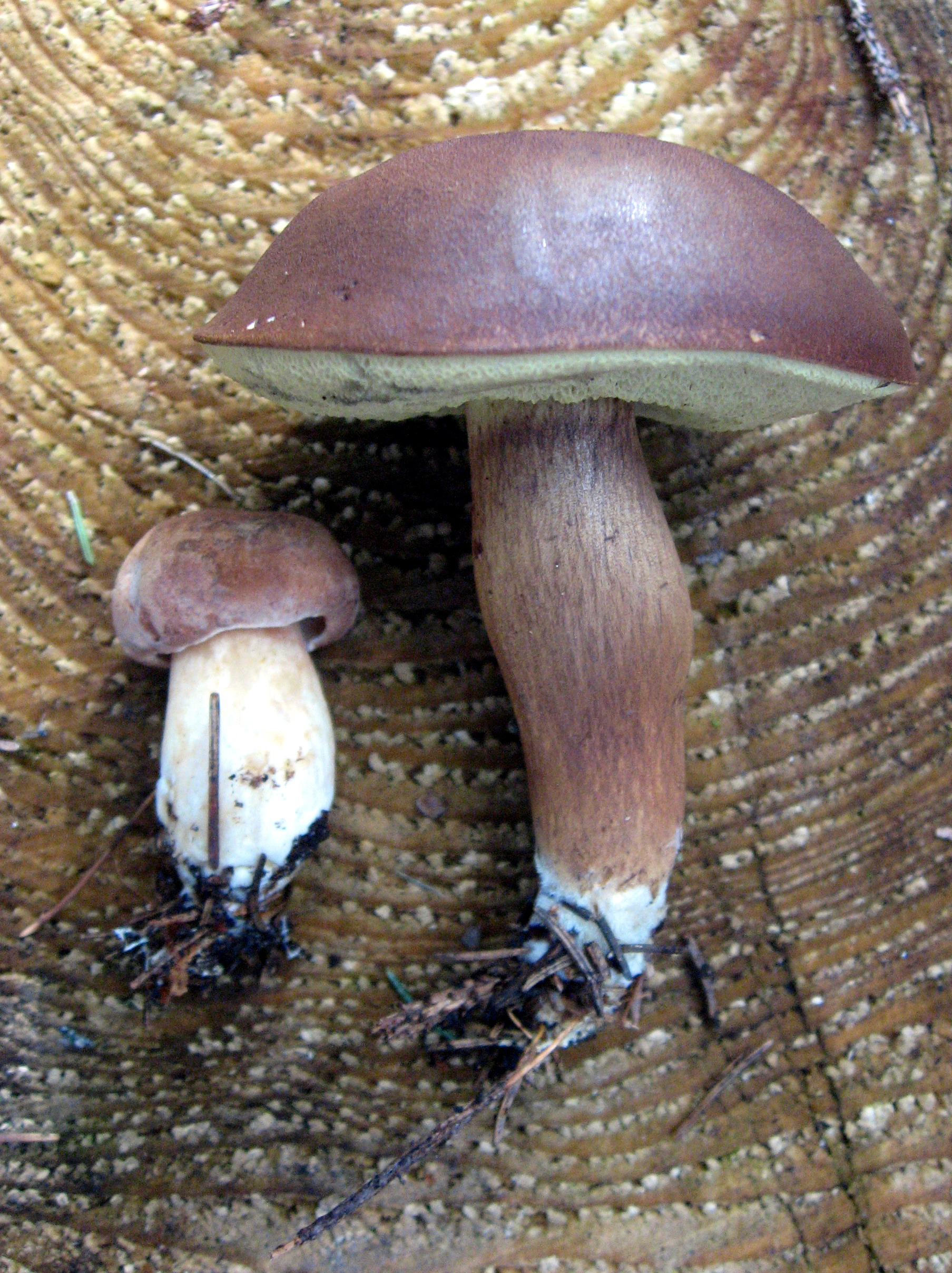
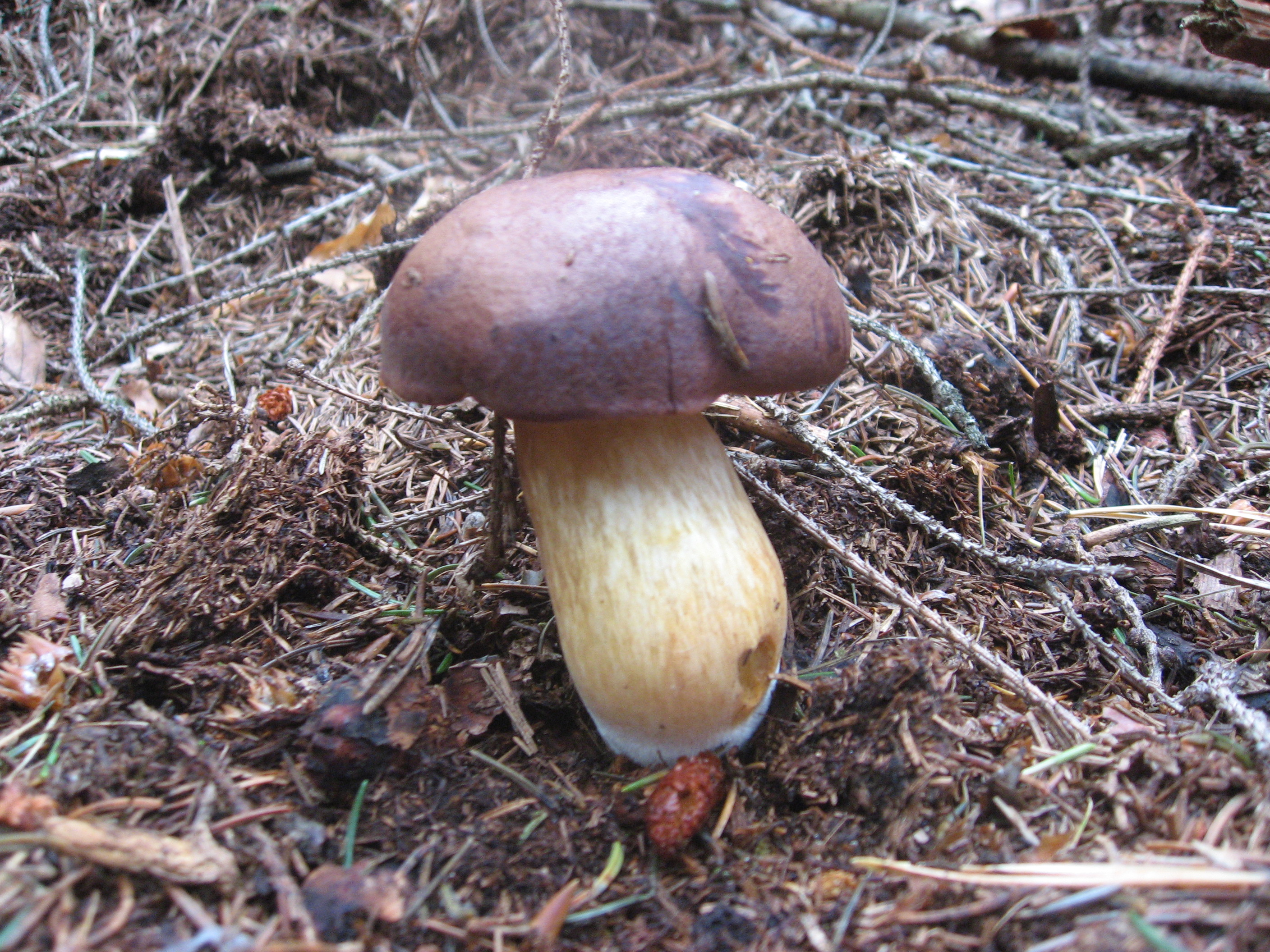
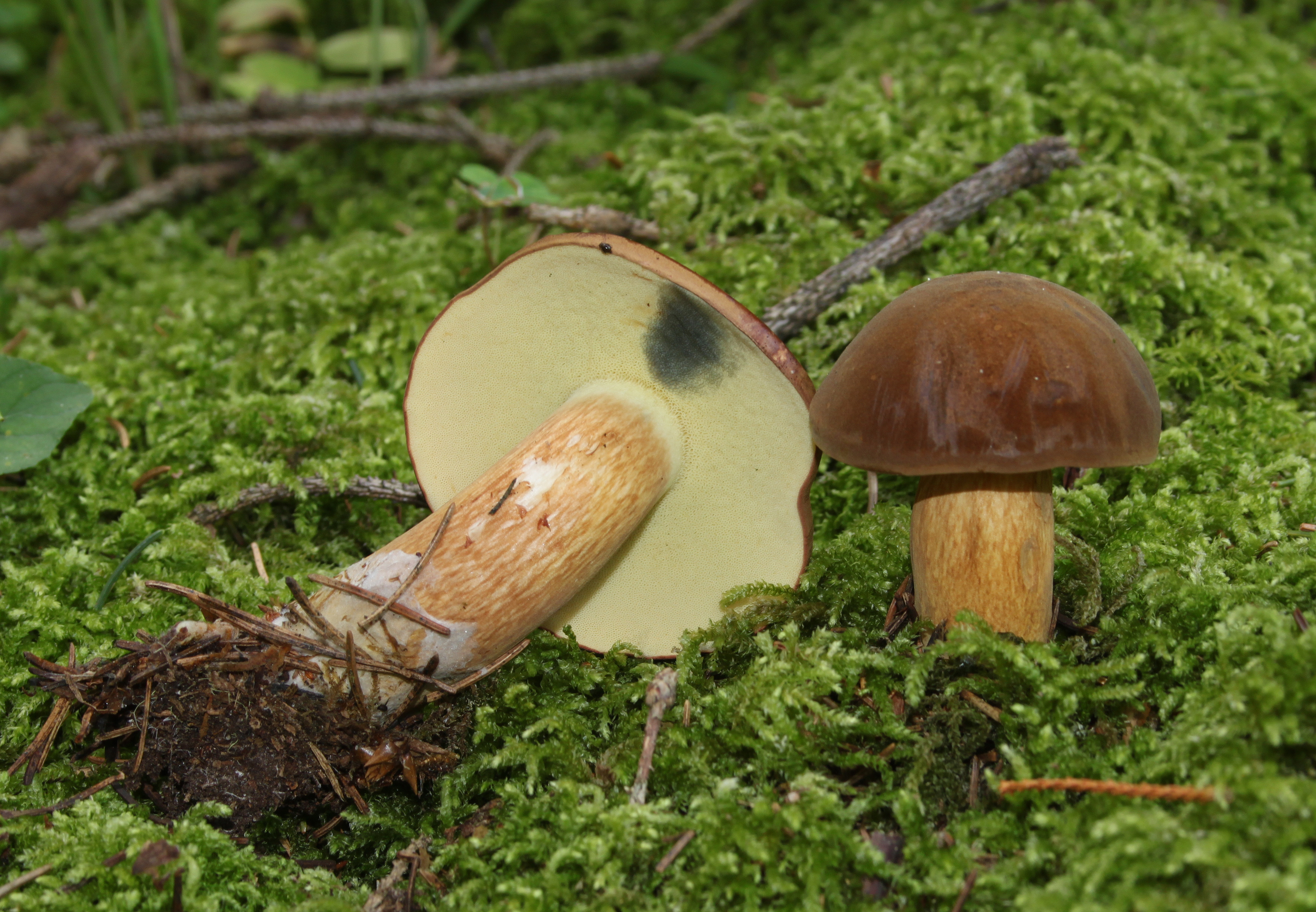
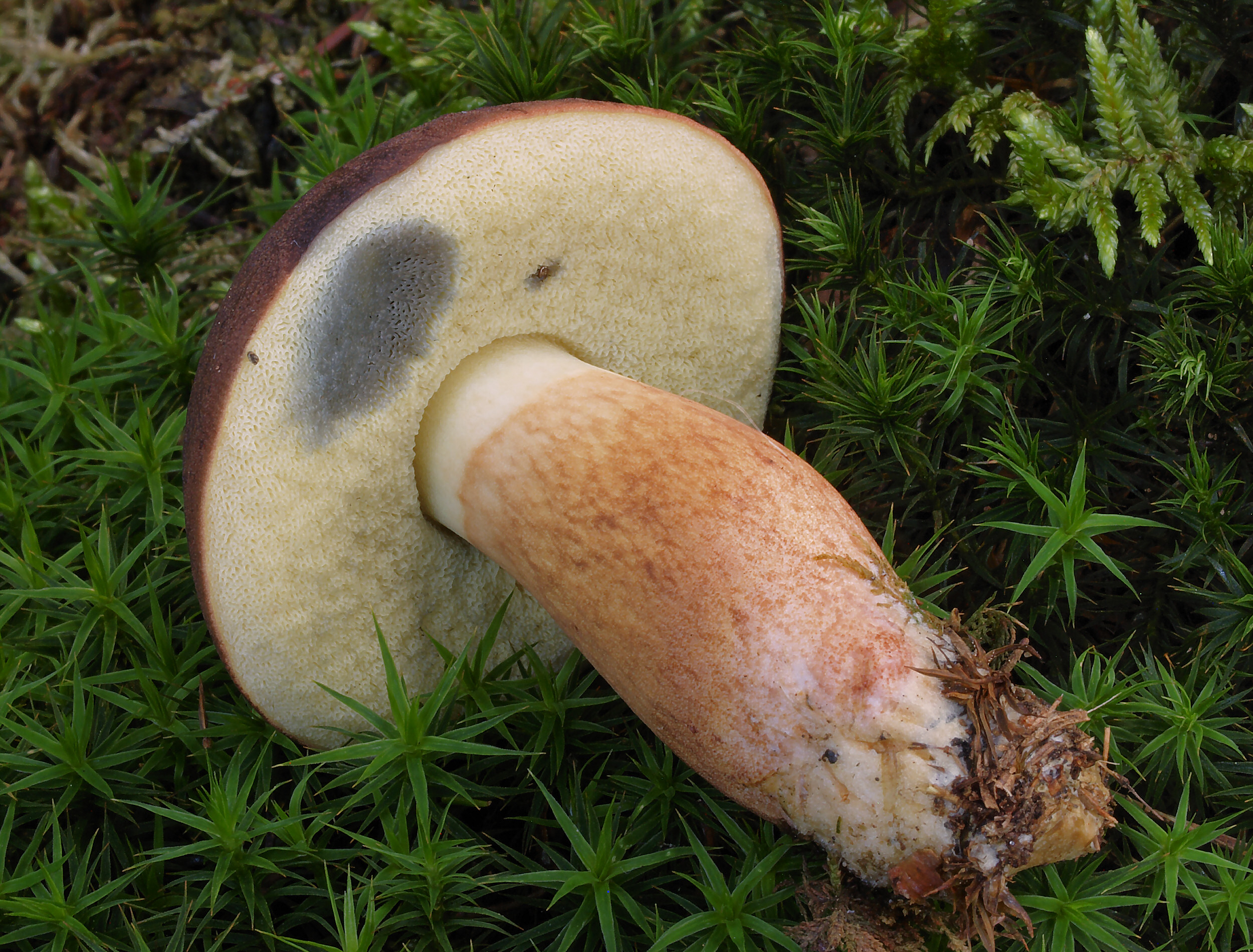
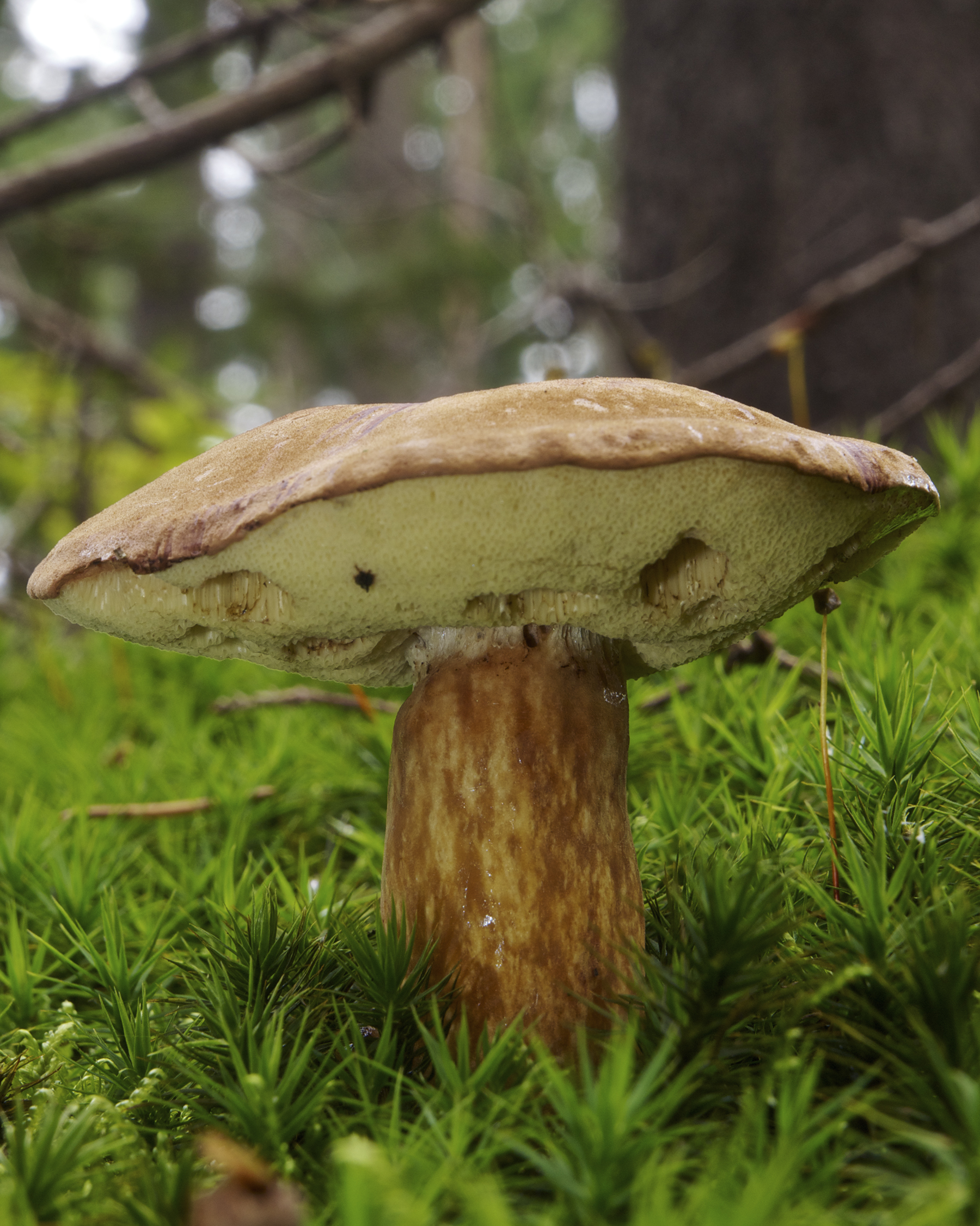